# The Boob
The Boob (bra: O Cavaleiro Pirata) é um filme mudo estadunidense de 1926, do gênero comédia romântica, dirigido por William A. Wellman, e estrelado por Gertrude Olmstead, George K. Arthur, Joan Crawford e Charles Murray.

## Sinopse
Peter (George K. Arthur), um idealista cortês, procura conquistar o coração de Amy (Gertrude Olmstead), que por sua vez corteja Harry (Tony D'Algy). Jane (Joan Crawford) é um agente da Lei Seca que ajuda a descobrir atividades de contrabando.

## Elenco
- Gertrude Olmstead como Amy
- George K. Arthur como Peter Good
- Joan Crawford como Jane
- Charles Murray como Cactus Jim
- Tony D'Algy como Harry Benson (creditado como Antonio D'Algy)
- Hank Mann como Balconista
- Edythe Chapman como Mulher Velha (não-creditada)
- Babe London como Mulher Gorda (não-creditada)

## Recepção

### Bilheteria
De acordo com os registros da Metro-Goldwyn-Mayer, o filme arrecadou US$ 142.000 nacionalmente e US$ 41.000 no exterior, totalizando US$ 183.000 mundialmente. O retorno lucrativo da produção foi de US$ 75.000.

## Preservação
Uma impressão do filme foi preservada pela Metro-Goldwyn-Mayer.